# KV47
A tumba KV47 (acrônimo de "King's Valley #47"), no Vale dos Reis em Egito, foi usada para o enterro do faraó Siptah da décima nona dinastia, embora a múmia de Siptah tenha sido encontrada na KV35.
A KV47 foi descoberta em 18 de dezembro de 1905 por Edward R. Ayrton. Theodore M. Davis, patrocinador de Ayrton, publicou um artigo da descoberta do sítio e da escavação dem 1908. Ayrton encerrou sua escavação em 1907 por causa da falta de segurança, e Harry Burton retomou a escavação em 1912.
Em 1994 o Conselho Supremo de Antigüidades decidiu limpar, reparar e repintar a tumba para abrí-la aos turistas. Painéis de vidro foram levabtados para proteger as pinturas e iluminação foi instalada, assim como na KV1 e em várias outras tumbas abertas ao público.